# Recinto fortificado de San Celoni
La Fuerza es el antiguo núcleo fortificado de San Celoni. La buena situación geográfica y de comunicaciones de la capilla de Sant Celdoni, situada al pie del camino real, y el empuje del orden de los Hospitalarios, propietarios de la villa desde 1151, propiciaron el crecimiento de casas en su entorno, la fortificación de la villa y la creación del mercado para abastecer la región, documentado por primera vez en 1157 y localizado delante del portal Mayor o de Barcelona (actual plaza del Ganado). El hecho de estar a medio camino entre Barcelona y Gerona, en una época en que el trayecto se tenía que hacer en dos jornadas a caballo, también favoreció el establecimiento de hostales y la aparición de oficios artesanales. En esta época se empezó a formar el tejido urbano del pueblo, con calles y plazas, y unas casas sencillas, hechas de madera y piedra, que no se han conservado.
El núcleo primitivo se protegió con una muralla, la Fuerza, que ahora da nombre al barrio. Con la fortificación los habitantes de la villa incipiente de San Celoni quedaban a salvo de los posibles ataques de los señores de los contornos y de los malhechores. Originariamente el recinto, de forma trapezoidal, medía 135 m de largo por 92 de ancho en la plaza del Ganado y 37 a la de José Alfaras. Estaba rodeado de un foso o valle, como demuestra el topónimo de la calle de los Valls. La Fuerza se extiende entre la plaza del Bestiar y la de José Alfaras, tiene la calle Mayor como eje vertebrador, y está delimitada por las calles de San Roque y de los Valls.
La Fuerza tenía dos portales, el Mayor o de Barcelona, que daba a la plaza del Bestiar y del que se ven claramente los restos en la esquina de Can Mai Tanquis con la calle Mayor, y el de los Santos Médicos, en dirección a Gerona, donde había una capilla para venerar estos santos. El muro está construido con piedra, ligada con un mortero de cal muy resistente, y tiene un grosor de un metro aproximadamente. Tenía torres circulares en los ángulos y alguna más en las cerraduras largas.
Actualmente la muralla se conserva en buena parte escondida por casas que la utilizan como pared posterior o valla (calles de San Roque y los Valls) e, incluso como fachada, como Can Mai Tanquis y el grupo de casas de la plazoleta interior de la plaza del Bestiar (can Ganxo, can Cluca, can Catxol ...). Los elementos más visibles de la Fuerza son la torre de Ca l'Aymar (desde la plaza de José Alfaras), y la de la calle de los Valls, adquirida por el Ayuntamiento y abierta al público una vez rehabilitada, además de la jamba de piedra trabajada del portal, situado en la esquina de Can Mai Tanquis.
La primera noticia de la muralla, que hace referencia a la puerta de la villa de San Celoni, es del año 1154. De todos modos, la construcción actual corresponde a los siglos XIII y XIV. Un documento de 1301 habla de la Fuerza, y los años 1371 y 1374 se hacen préstamos para construir murallas y cerramientos. Entre 1462 y 1472, durante la revuelta de los Remensas y la guerra civil, se refuerza la muralla y se llena de agua del valle. La decadencia de la Fuerza comenzó en 1681, cuando se vendieron los valles para hacer huertos con el objetivo de pagar parte de los gastos de construcción de la nueva iglesia parroquial. Posteriormente, cuando la muralla dejó de tener utilidad, en este lugar se construyeron casas y la Fuerza quedó escondida. El portal de los Santos Médicos se derribó en 1865.